# Sarah Bullimore
Sarah Bullimore (18 de mayo de 1973) es una jinete británica que compite en la modalidad de concurso completo. Ganó una medalla de bronce en el Campeonato Europeo de Concurso Completo de 2021, en la prueba individual.

## Palmarés internacional
| Campeonato Europeo | Campeonato Europeo | Campeonato Europeo | Campeonato Europeo |
| Año                | Lugar              | Medalla            | Categoría          |
| ------------------ | ------------------ | ------------------ | ------------------ |
| 2021               | Avenches (Suiza)   | Medalla de bronce  | Individual         |